# Maria Kraakman
Maria Kraakman, née à 5 août 1975 à Soest, est une actrice néerlandaise.

## Biographie
Elle fut étudiante à la Toneelschool Arnhem (nl)

## Filmographie

### Cinéma
- 2005 : Guernesey : Anna
- 2009 : My Queen Karo : Alice
- 2011 : The Gang of Oss : Trees Biemans
- 2015 : La Peau de Bax : Gina
- 2016 : Humidity : Karin

### Télévision
- 2001 : Îles flottantes : Kaat

### Théâtre
- 2014 : Qui a peur de Virginia Woolf ?

## Récompenses
- 2005 : Veau d'or : meilleure actrice
- 2010 : Theo d'Or